# Prowincja Quảng Bình

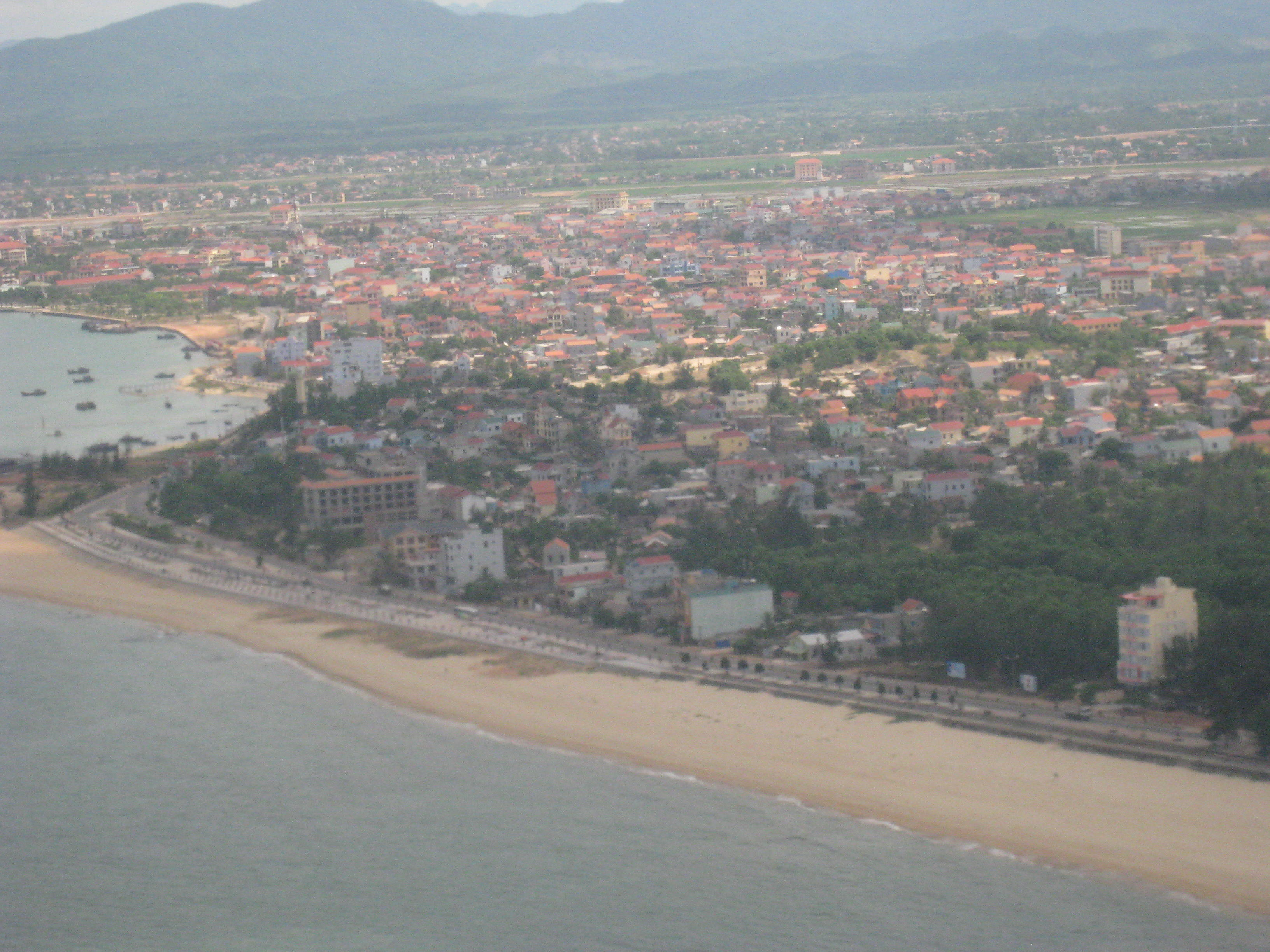
Đồng Hới, Quảng Bình

Quảng Bình (wymowaⓘ) – prowincja Wietnamu, znajdująca się w centralnej części kraju, w Regionie Wybrzeża Północno-Środkowego. Graniczy z Laosem.

## Podział administracyjny
Prowincja Quảng Binh dzieli się na sześć dystryktów i jedno miasto.
- Miasta:

1. Đồng Hới

- Dystrykty:

1. Bố Trạch
2. Lệ Thủy
3. Minh Hóa
4. Quảng Ninh
5. Quảng Trạch
6. Tuyên Hóa